# Голубев, Георгий Дмитриевич
Гео́ргий Дми́триевич Го́лубев (4 апреля 1894—1983) — советский военачальник, генерал-лейтенант (05.10.1944), заместитель командующего артиллерией — начальник артиллерийского снабжения Ленинградского фронта. Участник Гражданской войны, Великой Отечественной войны.

## Биография
Георгий Дмитриевич Голубев родился в д. Угол Мошенского района Ленинградской области 4 апреля 1894 года.
В Красной Армии с 1918—1939 и с 1941 года.
Член ВКП(б) с 1919 года.
Принимал участие в Гражданской войне в боях против Юденича, белополяков, банд Колесникова и Антонова в период с 1919 по 1923 г.
16 августа 1936 года в звании генерал-лейтенанта интендантской службы награждён орденом Красной Звезды за боевую и политическую работу.
В 1941 году за образцовое выполнение заданий командования по борьбе с немецким фашизмом указом от 10.11.41 г. награждён орденом Красной Звезды повторно. В должности начальника артиллерийского снабжения Ленинградского фронта с ноября 1942 года.
Обеспечение операции по прорыву укреплённой полосы от Арбузова до Шлиссельбурга требовало большого обеспечения боеприпасами, приборами и тягой. В условиях блокады, отсутствие ледяной дороги через Ладожское озеро в ноябре-декабря 1942 года создавало чрезвычайные трудности в подвозе необходимого снаряжения и оборудования. Георгий Дмитриевич Голубев, развернув в районе действия 67 армии три новых склада, добился бесперебойного снабжения частей армии, за что был награждён Орденом Отечественной Войны I степени 23 мая 1944 года.
Об умении организовать работу, о манере принятия эффективных решений бригадного комиссара начальника артиллерийского снабжения Ленинградского фронта — Георгия Дмитриевича Голубева и какими неожиданными вопросами ему приходилось заниматься в дни Блокады, рассказал военный инженер С. С. Лукьянов, служивший в то время в Управлении Артснабжения, на страницах книги «Снаряды для фронта», изданной в 1985 году.
Командование отмечало, что Г. Д. Голубев своим примером в значительной степени способствовал прорыву блокады Ленинграда. 5 октября 1944 года генерал-лейтенант интендантской службы Г. Д. Голубев в качестве начальника артиллерийского снабжения Ленинградского фронта за умение мобилизовать личный состав артснабжения на выполнение поставленных задач, правильное планирование награждён орденом Красного Знамени.
6 мая 1946 года указом Президиума ВС СССР награждён орденом Ленина
С 1945 года по 1949 год начальник артиллерийского снабжения Ленинградского военного округа.
Уволен в 1950 году из рядов Советской Армии по так называемому «Ленинградскому делу», в 1954 году восстановлен в звании и уволен в запас.
Скончался в 1983 году, похоронен на Северном кладбище в г. Ленинград (ныне — г. Санкт-Петербург).

## Награды
- Медаль «За оборону Ленинграда» (22.12.1942)
- Медаль «За победу над Германией в Великой Отечественной войне 1941—1945 гг.» (09.05.1945)
- Орден Красного Знамени (05.10.1944)
- Орден Красной Звезды (16.08.1936)
- Орден Ленина (06.05.1946)
- Орден Отечественной войны I степени (23.05.1944)